# Robinsonia irregularis
Robinsonia irregularis är en fjärilsart som beskrevs av Rothschild 1917. Robinsonia irregularis ingår i släktet Robinsonia och familjen björnspinnare. Inga underarter finns listade.